# المینینگن
المینینگن (به لاتین: Almindingen) یک جنگل در دانمارک است که در Bornholm regional municipality واقع شده‌است.